# Ismaël Wagué
Ismael Wagué es un militar maliense, subjefe de estado mayor de la fuerza aérea de las fuerzas armadas malienses.  Desde el 5 de octubre de 2020 es Ministro de Reconciliación Nacional de Malí.

## Biografía
Fue nombrado Subjefe de Estado Mayor de la Fuerza Aérea el 17 de marzo de 2019 después de los despidos masivos tras la masacre de Ogossagou.
Es, junto con Assimi Goïta, Malick Diaw y Sadio Camara, uno de los organizadores del golpe de Estado de 2020 contra el presidente Ibrahim Boubacar Keïta . Más tarde se convirtió en portavoz del Comité Nacional para la Salvación del Pueblo.

## Ministro de Reconciliación Nacional
El 5 de octubre de 2020 fue nombrado ministro de Reconciliación Nacional de Malí en el gobierno de transición de Moctar Ouane en el que los líderes de la junta militar golpista asumen cuatro ministerios estratégicos. Junto a Wagué, Sadio Camara es nombrado ministro de Defensa, Modibo Koné ministro de Seguridad y Abdoulane Maiga ministro de Administración Territorial.
El Ministerio de Reconciliación Nacional de Malí fue creado en abril de 2014 por el presidente Ibrahim Boubacar Keïta en la arquitectura del proceso de paz de Malí. Wagué sustituyó a Lassine Bouaré, miembro del gobierno depuesto tras el golpe de Estado en Malí de 2020.